# Besleria deflexa
Besleria deflexa är en tvåhjärtbladig växtart som först beskrevs av Oerst., och fick sitt nu gällande namn av Johannes von Hanstein. Besleria deflexa ingår i släktet Besleria och familjen Gesneriaceae. Inga underarter finns listade i Catalogue of Life.